# San José de Gracia, Jalisco
San José de Gracia är en ort i Mexiko.   Den ligger i kommunen Tepatitlán de Morelos och delstaten Jalisco, i den centrala delen av landet, 400 km väster om huvudstaden Mexico City. San José de Gracia ligger 1 907 meter över havet och antalet invånare är 5 397.
Terrängen runt San José de Gracia är platt söderut, men norrut är den kuperad. Runt San José de Gracia är det ganska tätbefolkat, med 72 invånare per kvadratkilometer. Närmaste större samhälle är Atotonilco el Alto, 15,1 km söder om San José de Gracia. I omgivningarna runt San José de Gracia växer huvudsakligen savannskog.